# Ludovic I al Ungariei

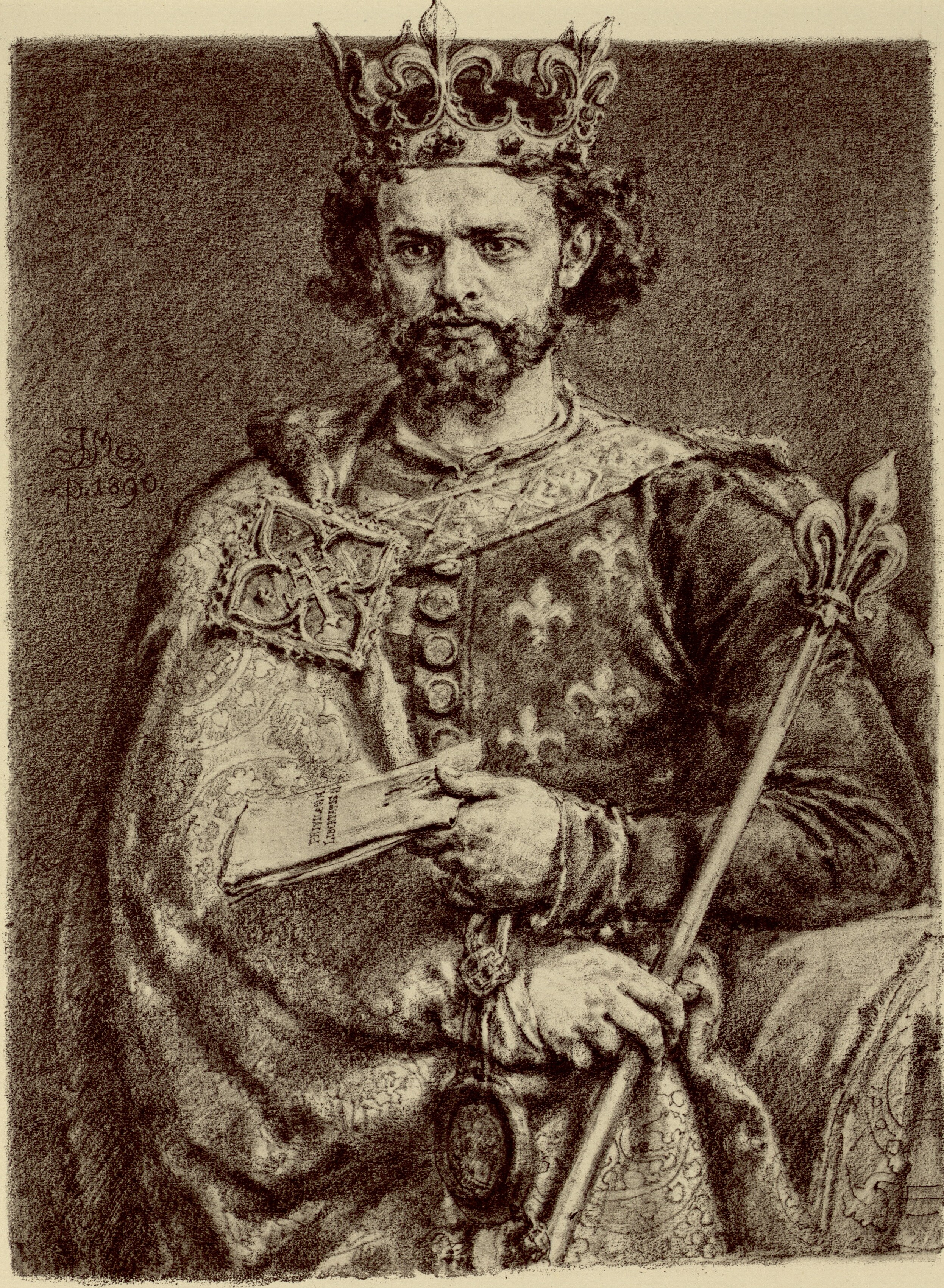
Ludovic I de Anjou (pictură de Jan Matejko)

Ludovic I, supranumit cel Mare (în maghiară I. Nagy Lajos, în poloneză Ludwik Węgierski și Ludwik I Wielki sau Andegawenski, în traducere Ludovic Maghiarul, Ludovic cel Mare, Ludovic Angevinul; n. 5 martie 1326, Visegrád, Pesta, Ungaria – d. 10 septembrie 1382, Trnava, Slovacia), aparținând Casei de Anjou, a fost rege al Ungariei între 1342 și 1382 și rege al Poloniei între 1370 și 1382. A fost succedat la tron de Sigismund de Luxemburg.

## Originea
Tatăl său a fost Carol Robert de Anjou, rege al Ungariei sub numele de Carol I (între 1308 și 1342). Mama sa a fost Elisabeta, prințesă a Poloniei, sora ultimului rege din Dinastia Piast, Cazimir al III-lea al Poloniei (între 1333 și 1370).

## Rege al Ungariei
În anul 1367 a întemeiat universitatea din Pécs, oraș menționat în documentul latin sub denumirea de Quinque Ecclesiae (Cinci Biserici) de la care provine varianta germană a denumirii orașului Pécs: Fünfkirchen.

## Suzeranitate asupra Valahiei
În anul 1343 Basarab I a recunoscut suzeranitatea lui Ludovic cel Mare asupra Valahiei și de atunci Ludovic I de Anjou a purtat și titlul de domn al Țării Românești (denumită Valachia Transalpina). Nicolae Alexandru, fiul lui Basarab I, a înnoit pe 10 februarie 1355 raportul de vasalitate față de Ludovic I, primind în schimb Banatul de Severin și protecția regelui Ludovic.